# Zeuxine diversifolia
Zeuxine diversifolia är en orkidéart som beskrevs av Paul Ormerod. Zeuxine diversifolia ingår i släktet Zeuxine och familjen orkidéer. Inga underarter finns listade i Catalogue of Life.